# 弗赖辛县
弗赖辛县（Landkreis Freising）是德国巴伐利亚州的一个县，隶属于上巴伐利亚行政区，首府弗赖辛。

## 華語譯名
由於兩岸對於德國行政區「Landkreis」翻譯的不同，台灣稱為「佛萊辛郡」；中國大陸稱為「弗赖辛縣」。